# DVU Sachsen-Anhalt
DVU Sachsen-Anhalt war der Landesverband der als rechtsextrem eingestuften Partei Deutsche Volksunion (DVU) in Sachsen-Anhalt. 1998 erreichte die DVU bei der Landtagswahl 12,9 %, was bis zur Landtagswahl in Thüringen 2024 (AfD: 32,8 %) das beste Ergebnis einer rechtsextremen Partei auf Landesebene in der Bundesrepublik Deutschland darstellte.

## Gründung
Der Landesverband der DVU in Sachsen-Anhalt wurde am 6. Oktober 1991 in Magdeburg gegründet.

## Abgeordnete im Landtag von Sachsen-Anhalt
Bei der sachsen-anhaltischen Landtagswahl am 26. April 1998 erhielt die DVU 16 Mandate.
- Veronika Brandt
- Jörg Büchner
- Wolfgang Buder (ab Anfang 2000 FDVP, ab Ende 2000 wieder DVU)
- Rudi Czaja (ab Anfang 2000 FDVP, ab Ende 2000 wieder DVU) † 2001
- Kerstin Helmecke (ab 2000 FDVP)
- Dieter Kannegießer (Fraktionsvorsitzender ab Anfang 2000) † 2019
- Werner Kolde
- Horst Mertens (ab 2000 FDVP)
- Torsten Miksch (ab 1999 VR) † 2017
- Mirko Mokry (ab Anfang 2000 FDVP, ab Ende 2001 fraktionslos)
- Horst Montag
- Gunther Preiss
- Ingrid Spors (ab 2001, nachgerückt für Czaja)
- Claus-Dieter Weich (ab 2000 FDVP)
- Claudia Wiechmann (ab 2000 FDVP, Fraktionsvorsitzende ab Ende 1999 bis Anfang 2000)
- Rudi Wiechmann (ab 2000 FDVP, Alterspräsident) † 2007
- Helmut Wolf (ab 2000 FDVP, Fraktionsvorsitzender bis Ende 1999)

## Parlamentarische Arbeit
Wolf, der bis Ende 1999 Fraktionsvorsitzender war, wurden wiederholt verbale Entgleisungen vorgeworfen. Die damalige Landesregierung bezeichnete er als „Höppner-Regime“, Homosexualität als „sexuelle Abartigkeit“. Der Abgeordnete Weich äußerte während einer Debatte, dass die Geschichte der PDS „mit den Mördern und Terroristen Karl Liebknecht und Rosa Luxemburg“ anfinge.
Bereits Anfang 1999 gab es bei der Fraktion erste Zerfallserscheinungen, da insgesamt vier Abgeordnete die Fraktion verließen. So hatte es über einige Abgeordnete peinliche Enthüllungen gegeben: Der Abgeordnete Torsten Miksch bekam ein Strafverfahren wegen Tierquälerei, da er seinen Hund in einen Brunnen geworfen hatte, Büchner hatte sich als ehemaliger Stasi-Mitarbeiter entpuppt. Miksch, der bis zum Ende der Legislaturperiode fraktionslos blieb, trat wenige Monate nach seinem Austritt aus der Fraktion zur Partei Vereinigte Rechte (VR) über. In der Folgezeit traten noch weitere Abgeordnete aus der Fraktion aus bzw. kehrten zu ihr zurück.
Im Februar 2000 überwarf sich die Fraktion endgültig, da mehrere Abgeordnete sich gegen die „Fernsteuerung“ durch die Bundespartei aufgelehnt hatten. Die Hälfte der Abgeordneten um die Fraktionsvorsitzende Claudia Wiechmann gründete anschließend eine neue Rechtspartei namens Freiheitliche Deutsche Volkspartei (FDVP). Die insgesamt neun zur FDVP übergetretenen ehemaligen DVU-Abgeordneten entwickelten nach der Trennung von der Bundespartei eine größere Aktivität, insbesondere Claudia Wiechmann beteiligte sich regelmäßig an parlamentarischen Debatten. Die verbliebenen DVU-Abgeordneten nahmen für den Rest der Legislaturperiode quasi nur noch eine Statistenrolle ein. Allerdings kehrten Ende 2000 die FDVP-Abgeordneten Buder und Czaja zur DVU zurück, Ende 2001 verließ auch Mokry die FDVP-Fraktion und gehörte dem Landtag fortan als fraktionsloser Abgeordneter an. Am Ende der Legislaturperiode verteilten sich die ehemals 16 DVU-Abgeordneten folgendermaßen: 8 DVU, 6 FDVP, 2 fraktionslos. Da das Wirken im Landtag überwiegend von internen Querelen geprägt war, die im Jahr 2000 zur Spaltung der Landtagsfraktion geführt hatten, verzichtete die DVU 2002 auf einen Wahlantritt.
Mitte 2000 war gegen drei Fraktionsmitglieder ein Ermittlungsverfahren wegen unrechtmäßiger Verwendung von Fraktionsgeldern aufgenommen worden. Im Dezember 2005 wurde Fraktionschef Kannegießer schließlich wegen Untreue und Beihilfe zum Betrug zu acht Monaten Haft auf Bewährung verurteilt.
Bei der Wahl am 26. März 2006 trat die DVU zwar wieder an, scheiterte mit 3,0 % allerdings an der Fünf-Prozent-Hürde. Im Wahlkampf hatte sie als einziger Landesverband der DVU eine sogenannte Schulhof-CD unter dem Titel Stolz und frei! Rechtsrock, Vaterlandslieder, Deutschlandlied herausgegeben. Diese enthielt, im Gegensatz zu den Schulhof-CDs der NPD, überwiegend historisches Liedgut sowie Beiträge rechtsextremer Liedermacher und keinen Rechtsrock.

## Auflösung
2010 verfügte der Landesverband nur noch über 30 aktive Mitglieder. Öffentlich trat die Vereinigung im Rahmen eines Trauermarsches anlässlich des 65. Jahrestages der Bombardierung der Stadt Dessau sowie anlässlich des Landesparteitags am 25. April 2010 in Calbe in Erscheinung. Die DVU entschied sich hierbei, die Landtagswahl in Sachsen-Anhalt 2011 der NPD zu überlassen und den Wahlkampf der rechtsextremen Partei zu unterstützen. Im Gegensatz zu anderen Landesverbänden unterstützte der sachsen-anhaltische Landesvorsitzende Ingmar Knop, der auf dem Landesparteitag zum dritten Mal im Amt bestätigt wurde, die Fusionsbemühungen mit der NPD auf Bundesebene umfänglich. Auch der zweite Vorsitzende Heiner Höving unterstützte die Fusion. Beide wurden auch in den NPD-Bundesvorstand gewählt. Mit dem Aufgehen in der NPD auf dem Verschmelzungsparteitag am 29. Dezember 2010, bei dem Knop endgültig zur NPD wechselte, stellte der Landesverband seine Arbeit ein.